# Laphria motodomariensis
Laphria motodomariensis är en tvåvingeart som beskrevs av Matsumura 1916. Laphria motodomariensis ingår i släktet Laphria och familjen rovflugor. Inga underarter finns listade i Catalogue of Life.